# Liste des titres musicaux numéro un en Allemagne en 1984
Cette page liste les titres numéro un dans les meilleures ventes de disques en Allemagne pour l'année 1984 selon Media Control Charts. 
Les classements sont issus des 100 meilleures ventes de singles et des 100 meilleures ventes d'albums. Ils se déroulent du vendredi au jeudi, et sont publiés le mardi par l'industrie musicale allemande.

## Classement des singles
| №  | Date         | Artiste                       | Titre                           |
| -- | ------------ | ----------------------------- | ------------------------------- |
| 1  | 6 janvier    | Nino de Angelo                | Jenseits von Eden               |
| 2  | 13 janvier   | Nino de Angelo                | Jenseits von Eden               |
| 3  | 20 janvier   | Nino de Angelo                | Jenseits von Eden               |
| 4  | 27 janvier   | Nino de Angelo                | Jenseits von Eden               |
| 5  | 3 février    | Nino de Angelo                | Jenseits von Eden               |
| 6  | 10 février   | Nino de Angelo                | Jenseits von Eden               |
| 7  | 17 février   | The Flying Pickets            | Only You                        |
| 8  | 24 février   | Frankie Goes to Hollywood     | Relax                           |
| 9  | 2 mars       | Frankie Goes to Hollywood     | Relax                           |
| 10 | 9 mars       | Frankie Goes to Hollywood     | Relax                           |
| 11 | 16 mars      | Frankie Goes to Hollywood     | Relax                           |
| 12 | 23 mars      | Frankie Goes to Hollywood     | Relax                           |
| 13 | 30 mars      | Frankie Goes to Hollywood     | Relax                           |
| 14 | 6 avril      | Alphaville                    | Big in Japan                    |
| 15 | 13 avril     | Alphaville                    | Big in Japan                    |
| 16 | 20 avril     | Alphaville                    | Big in Japan                    |
| 17 | 27 avril     | Depeche Mode                  | People Are People               |
| 18 | 4 mai        | Depeche Mode                  | People Are People               |
| 19 | 11 mai       | Depeche Mode                  | People Are People               |
| 20 | 18 mai       | Real Life                     | Send Me an Angel                |
| 21 | 25 mai       | Real Life                     | Send Me an Angel                |
| 22 | 1er juin     | Real Life                     | Send Me an Angel                |
| 23 | 8 juin       | Real Life                     | Send Me an Angel                |
| 24 | 15 juin      | Laura Branigan                | Self Control                    |
| 25 | 29 juin      | Laura Branigan                | Self Control                    |
| 26 | 6 juillet    | Laura Branigan                | Self Control                    |
| 27 | 13 juillet   | Laura Branigan                | Self Control                    |
| 28 | 20 juillet   | Laura Branigan                | Self Control                    |
| 29 | 27 juillet   | Frankie Goes to Hollywood     | Two Tribes                      |
| 30 | 3 août       | Evelyn Thomas                 | High Energy                     |
| 31 | 10 août      | Evelyn Thomas                 | High Energy                     |
| 32 | 17 août      | Evelyn Thomas                 | High Energy                     |
| 33 | 24 août      | Evelyn Thomas                 | High Energy                     |
| 34 | 31 août      | Giorgio Moroder               | Reach Out                       |
| 35 | 7 septembre  | Giorgio Moroder               | Reach Out                       |
| 36 | 14 septembre | Giorgio Moroder               | Reach Out                       |
| 37 | 21 septembre | Giorgio Moroder               | Reach Out                       |
| 38 | 28 septembre | Stevie Wonder                 | I Just Called to Say I Love You |
| 39 | 5 octobre    | Stevie Wonder                 | I Just Called to Say I Love You |
| 40 | 12 octobre   | Stevie Wonder                 | I Just Called to Say I Love You |
| 41 | 19 octobre   | Stevie Wonder                 | I Just Called to Say I Love You |
| 42 | 26 octobre   | Stevie Wonder                 | I Just Called to Say I Love You |
| 43 | 2 novembre   | Stevie Wonder                 | I Just Called to Say I Love You |
| 44 | 9 novembre   | Jermaine Jackson & Pia Zadora | When the Rain Begins to Fall    |
| 45 | 16 novembre  | Jermaine Jackson & Pia Zadora | When the Rain Begins to Fall    |
| 46 | 23 novembre  | Jermaine Jackson & Pia Zadora | When the Rain Begins to Fall    |
| 47 | 30 novembre  | Jermaine Jackson & Pia Zadora | When the Rain Begins to Fall    |
| 48 | 7 décembre   | Duran Duran                   | The Wild Boys                   |
| 49 | 14 décembre  | Duran Duran                   | The Wild Boys                   |
| 50 | 21 décembre  | Duran Duran                   | The Wild Boys                   |
| 51 | 28 décembre  | Duran Duran                   | The Wild Boys                   |

## Classement des albums
| №  | Date         | Artiste                  | Titre                      |
| -- | ------------ | ------------------------ | -------------------------- |
| 1  | 8 janvier    | Paul Young               | No Parlez                  |
| 2  | 15 janvier   | Paul Young               | No Parlez                  |
| 3  | 22 janvier   | Paul Young               | No Parlez                  |
| 4  | 29 janvier   | Paul Young               | No Parlez                  |
| 5  | 3 février    | Paul Young               | No Parlez                  |
| 6  | 10 février   | Nena                     | ? (Fragezeichen)           |
| 7  | 17 février   | Nena                     | ? (Fragezeichen)           |
| 8  | 24 février   | Nena                     | ? (Fragezeichen)           |
| 9  | 2 mars       | Nena                     | ? (Fragezeichen)           |
| 10 | 9 mars       | Peter Maffay             | Carambolage                |
| 11 | 16 mars      | Peter Maffay             | Carambolage                |
| 12 | 23 mars      | Nena                     | ? (Fragezeichen)           |
| 13 | 30 mars      | Nena                     | ? (Fragezeichen)           |
| 14 | 6 avril      | Nena                     | ? (Fragezeichen)           |
| 15 | 13 avril     | The Alan Parsons Project | Ammonia Avenue             |
| 16 | 20 avril     | The Alan Parsons Project | Ammonia Avenue             |
| 17 | 27 avril     | The Alan Parsons Project | Ammonia Avenue             |
| 18 | 4 mai        | The Alan Parsons Project | Ammonia Avenue             |
| 19 | 11 mai       | The Alan Parsons Project | Ammonia Avenue             |
| 20 | 18 mai       | The Alan Parsons Project | Ammonia Avenue             |
| 21 | 25 mai       | Chris de Burgh           | Man on the Line            |
| 22 | 1er juin     | Chris de Burgh           | Man on the Line            |
| 23 | 8 juin       | Chris de Burgh           | Man on the Line            |
| 24 | 15 juin      | Chris de Burgh           | Man on the Line            |
| 25 | 22 juin      | BAP                      | Zwesche Salzjebäck un Bier |
| 26 | 29 juin      | BAP                      | Zwesche Salzjebäck un Bier |
| 27 | 6 juillet    | Chris de Burgh           | Man on the Line            |
| 28 | 13 juillet   | Mike Oldfield            | Discovery                  |
| 29 | 20 juillet   | Mike Oldfield            | Discovery                  |
| 30 | 27 juillet   | Mike Oldfield            | Discovery                  |
| 31 | 3 août       | Mike Oldfield            | Discovery                  |
| 31 | 10 août      | Mike Oldfield            | Discovery                  |
| 32 | 17 août      | Mike Oldfield            | Discovery                  |
| 33 | 24 août      | Mike Oldfield            | Discovery                  |
| 34 | 31 août      | Mike Oldfield            | Discovery                  |
| 35 | 7 septembre  | Mike Oldfield            | Discovery                  |
| 36 | 14 septembre | Herbert Grönemeyer       | 4630 Bochum                |
| 37 | 21 septembre | Herbert Grönemeyer       | 4630 Bochum                |
| 38 | 28 septembre | Herbert Grönemeyer       | 4630 Bochum                |
| 39 | 5 octobre    | Herbert Grönemeyer       | 4630 Bochum                |
| 40 | 12 octobre   | Sade                     | Diamond Life               |
| 41 | 19 octobre   | Sade                     | Diamond Life               |
| 42 | 26 octobre   | Sade                     | Diamond Life               |
| 43 | 2 novembre   | Sade                     | Diamond Life               |
| 44 | 9 novembre   | Sade                     | Diamond Life               |
| 45 | 16 novembre  | Sade                     | Diamond Life               |
| 46 | 23 novembre  | Sade                     | Diamond Life               |
| 47 | 30 novembre  | Sade                     | Diamond Life               |
| 48 | 7 décembre   | Sade                     | Diamond Life               |
| 49 | 14 décembre  | Sade                     | Diamond Life               |
| 50 | 21 décembre  | Duran Duran              | Arena                      |
| 51 | 28 décembre  | Herbert Grönemeyer       | 4630 Bochum                |

## Hit-Parade de l'année
1. Alphaville – Big in Japan
2. Stevie Wonder – I Just Called to Say I Love You
3. Laura Branigan – Self Control
4. Talk Talk – Such a Shame
5. Frankie Goes to Hollywood – Relax
6. Nino de Angelo – Jenseits von Eden
7. Real Life – Send Me an Angel
8. Frankie Goes to Hollywood – Two Tribes
9. Evelyn Thomas – High Energy
10. Limahl – The NeverEnding Story
11. The Flying Pickets – Only You
12. Depeche Mode – People Are People
13. Bronski Beat – Smalltown Boy
14. Herbert Grönemeyer – Männer
15. Masquerade – Guardian Angel
16. Pat Benatar – Love Is a Battlefield
17. Klaus Lage Band – 1000 und 1 Nacht
18. Alphaville – Sounds Like a Melody
19. Wham! – Wake Me Up Before You Go-Go
20. Raf – Self Control
21. The Catch – 25 Years
22. George Michael – Careless Whisper
23. Nena – Irgendwie, irgendwo, irgendwann
24. Queen – Radio Ga Ga
25. Jermaine Jackson & Pia Zadora – When the Rain Begins to Fall